# Johann Ferdinand von Schönfeld

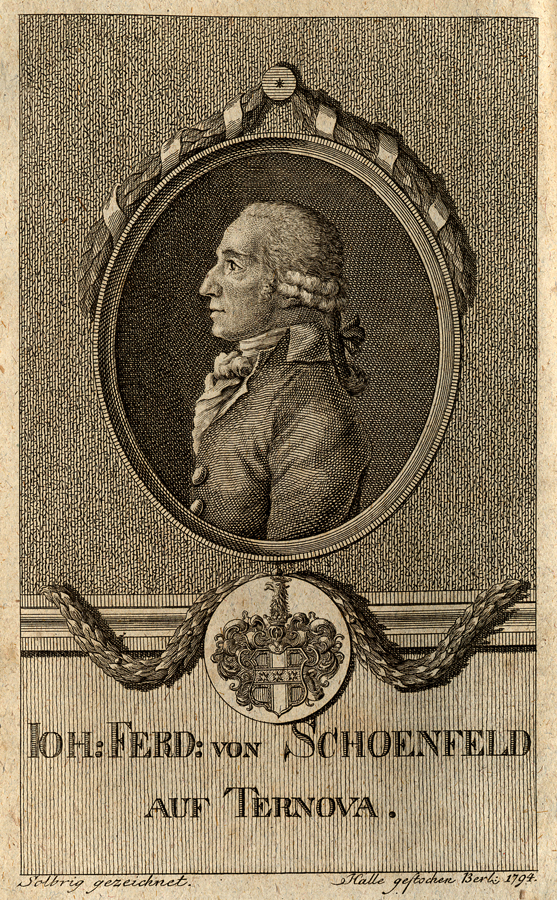
Johann Ferdinand von Schönfeld

Johann Nepomuk Ferdinand Ritter von Schönfeld (* 20. Juli 1750 in Prag; † 15. Oktober 1821 in Wien) war der bedeutendste tschechische Drucker, Verleger, Buchhändler und Papierhersteller seiner Zeit, der seit Mitte der 1790er Jahre  in Wien als Kunstsammler und Mäzen wirkte.

## Familie
Nach den Angaben des Genealogen Procházka war Johann Ferdinand von Schönfelds Vater der Prager k. k. Hofbuchdrucker Anton Johann Ritter von Schönfeld. Tschechische Quellen widersprechen dem ausdrücklich, denn es gab weder einen Hofbuchdrucker dieses Namens noch lassen sich überhaupt Druckwerke von ihm nachweisen. Tatsächlich handelt es sich um  den Prager Stallmeister Johann Anton Schönfeld (* 30. Juni 1695 in Prag als Sohn des Glockengießers Anton Schönfeld). Auch Procházkas Behauptung, Schönfelds Mutter sei Anna Maria, Tochter des Johann Georg Freiherrn von Schumann auf Unter Körnsalz und Rappotitz in Südböhmen, gewesen, ist unzutreffend, denn die Genannte war bereits 1708 in Bamberg verstorben. Die Mutter hieß Anna Maria, der Mädchenname ist nicht überliefert, und verstarb in Prag am 22. Februar 1755. Johann Anton Schönfeld erwarb am 17. April 1744 in der Prager Neustadt (Spálená-Straße) ein Haus, wo seine Söhne Franz Expedit (7. März 1745) und eben Johann Nepomuk (20. Juli 1750) geboren wurden, und verstarb am 10. Januar 1773 in seinem früheren Elternhaus in der Jesuitergasse 492, das sich mittlerweile im Besitz der ursprünglich aus Stuttgart stammenden Glockengießerfamilie Lehner (auch Löhner) befand. Am 28. Januar 1776 heiratete Johann Ferdinand von Schönfeld in Prag Johanna Nepomucena Lehner (* 21. Mai 1756 in Prag), Tochter des bereits verstorbenen Glockengießers Jakob Konrad Lehner. Aus dieser Ehe gingen vier erwachsene Kinder hervor:
- Ignaz (1778–1839), Beamter, Unternehmer und Genealoge.
- Franz (1780–1847), k. k.  Oberstleutnant.
- August (* 1785 in Prag; † vor 1818) ⚭ Johanna Johanot von Ottenbach, † 26. Januar 1862 in Wien.[13]
- Jakob (* 1795 in Wien;  † 1841 in Prag), Prager Hofbuchdrucker, Kreishauptmann ⚭ Katharina Koller, Eltern des Feldmarschall-Leutnants Anton von Schönfeld

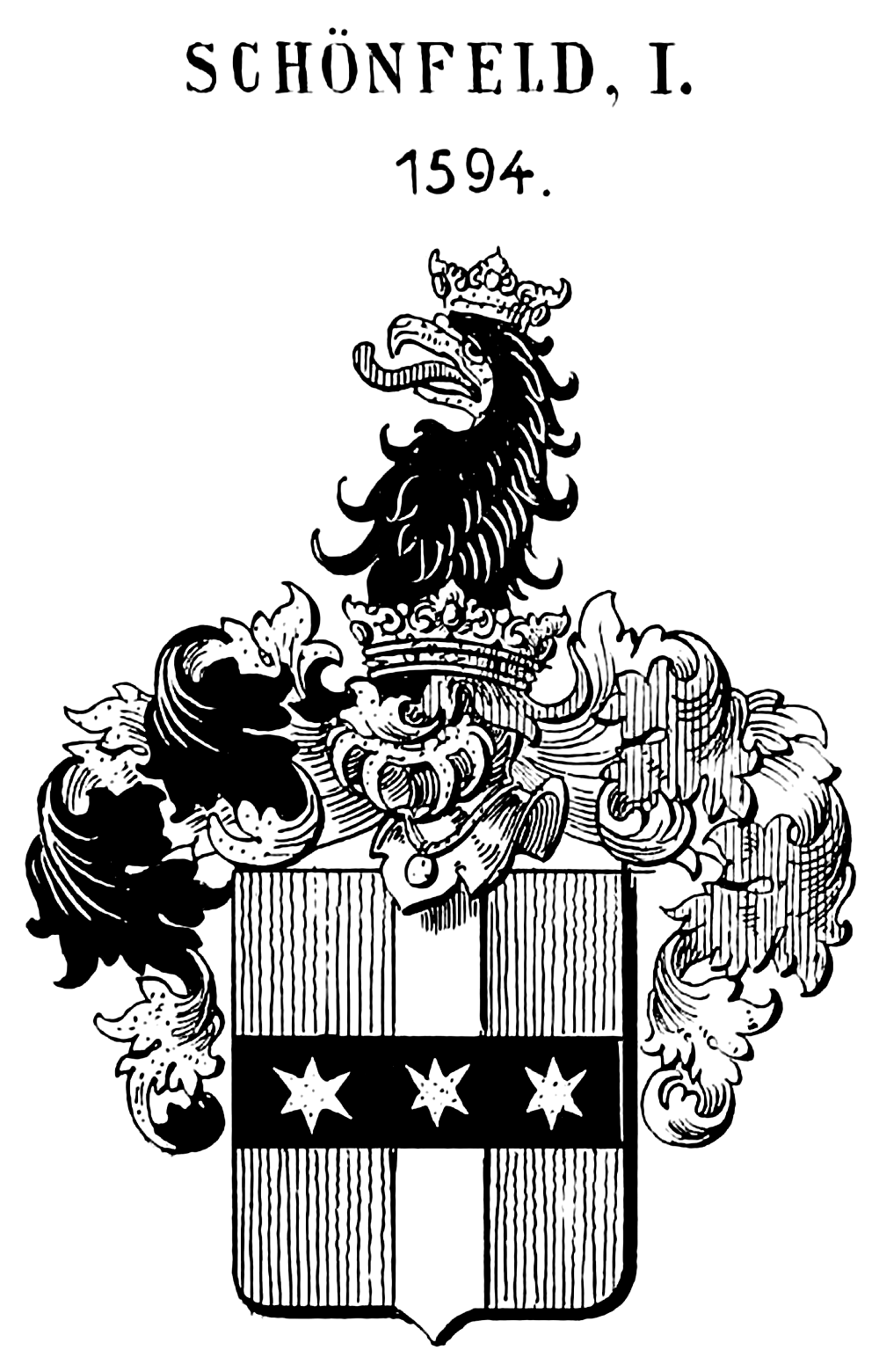
1594 verliehenes Wappen der böhmischen Familie von Schönfeld (siehe oben zum Porträt von Johann Ferdinand Ritter von Schönfeld)

- 1594 verliehenes Wappen der böhmischen Familie von Schönfeld (siehe oben zum Porträt von Johann Ferdinand Ritter von Schönfeld)Nanette, ⚭ N. Mathes.

## Leben
Schönfeld erlernte das Buchdrucker- und Buchhändlergewerbe bei Thomas von Trattner und Joseph Ritter von Kurzböck in Wien und eröffnete nach dem Tod des Vaters (1773) seine erste Buchdruckerei in der Prager Jesuitergasse 495. 1776 verzog er in das Haus seiner Schwiegermutter Barbara Lehner (Nummer 492). Nach deren Tod im Jahr 1786 erwarb er zusätzlich die Nachbarhäuser 493 und 494 und vereinigte sie zu einem Gebäude. 1795 verlagerte er die Druckerei in das in der Nähe gelegene Annenkloster, das er 1816 auch weitgehend erwarb. Er legte den Schwerpunkt auf den Druck von populären Werken religiöser, belehrender und unterhaltender Literatur, die meist aus Nachdrucken religiöser katholischer und evangelischer Texte bestand und damit als preiswerte Massenlektüre breite Bevölkerungsgruppen ansprach, sowie auf Zeitungen. Bereits Anfang 1774 veröffentlichte er die Wöchentlich Etwas, 1775 folgte die erste Prager jüdische Zeitung. Die drei bedeutendsten hatte Schönfeld zuvor von anderen Verlagen erworben. Dabei handelt es sich um die bei Rosenmüller bzw. zuletzt Rosenmüllers Erben erschienene Prager Post-Zeitung, die er mit dem neuen Titel k. k. Prager Oberpostamts-Zeitung unter der Leitung von August Zitte am 2. Januar 1781, sowie die bislang ebenfalls bei Rosenmüller veröffentlichte tschechische Zeitung (deutscher Titel: Dienstags- und Samstags-Prager-Botenzeitung) mit dem neuen Titel Schönfeldské Cýs. Král. Pražské Nowiny unter der Leitung von Wenzel Kramerius am 7. Januar 1786 herausbrachte. Die dritte war zuletzt unter dem Titel Prager Staats- und gelehrte Nachrichten im Verlag Pruscha erschienen, erhielt 1796 den neuen Titel k. k. privilegirtes Prager Intelligenzblatt  und wurde 1800 als Mittwochsbeilage mit der Prager Oberpostamts-Zeitung vereinigt, die schließlich 1814 in k. k. pivilegirte Prager Zeitung umbenannt worden war.
Schönfeld war bekannt für seine skrupellosen Geschäftspraktiken. Um bevorzugt an Aufträge der Behörden oder des wohlhabenden böhmischen Adels zu gelangen, legte er sich, der als bürgerlicher Johann Nepomuk Schönfeld geboren wurde,  bereits 1773 bei Eröffnung seiner Druckerei den Namen Johann Ferdinand Edler von Schönfeld zu und selbst seine Ehefrau trat mitunter als geborene von Lehner in Erscheinung. Am 20. Januar 1787 untersagten die Prager Behörden nach eingehender Überprüfung der von Schönfeld eingereichten Unterlagen unter Strafandrohung die unrechtmäßige Adelsaneignung. Dies geschah deshalb so spät, weil Schönfelds vermeintlicher Adel erst 1786 von dessen Konkurrenten in mehreren Schmähschriften öffentlich gemacht worden war, bis dahin hatte er jedoch die Exklusivrechte zur Herstellung behördlicher Drucksachen wie des Guberniums, der Gerichte oder der Universität in Prag an sich gebracht, war Hofbuchdrucker geworden, betrieb 1782 bereits acht und 1787 insgesamt 17 Druckpressen und hatte weitere Niederlassungen in Wien, Leipzig und Karlsbad gegründet. Um seinen Adel doch noch zu retten, wandte sich Schönfeld an die Wiener Hofkanzlei. In seinem Bittgesuch bezog er sich nur noch am Rande auf die angebliche adlige Abstammung, vielmehr verwies er nun auf seine bisher schon dem Kaiserreich geleistete Dienste. Tatsächlich erhielt er am 15. März 1787, angeblich nach Zahlung von 1500 Gulden, die Anerkennung des alten Adels mit dem Zusatz Edler. Es folgte am 13. August 1814 die Aufnahme in den Ritterstand, am 1. Oktober 1814 in die Reihe der niederösterreichischen Ritterstandsgeschlechter und am 10. April (Diplom vom 14. Juli) 1816 die Zuteilung des böhmischen Inkolats. Siehe über seinen Adel → Schönfeld (böhmisches Adelsgeschlecht).
Schönfeld investierte seine großen Gewinne aus den Druckgeschäften in verschiedene in Prag ansässige Unternehmungen. Er gründete eine Kleidermanufaktur, eine Warenniederlage, deren Waren wiederum in seinen Zeitungen beworben wurden, und eine Leihbücherei. Eine einfache Papiermühle ließ er zu einer großen, modernen Papierfabrik ausbauen, wofür er 1790 zusätzlich eine Gärtnerei erwarb, um dort pflanzliche Ersatzstoffe (z. B. aus Maulbeerbäumen) für die Papierherstellung zu erproben. 1784 kaufte er ein großes Grundstück vor dem damaligen Spitteltor im späteren Prager Vorort Karolinenthal und errichtete dort eine große Villa und einen weitläufigen englischen Garten, mit Sommerrestaurant und Theater, den er der Prager Bevölkerung zugänglich machte.
Bereits Mitte der 1790er Jahre zog Schönfeld sich weitgehend aus den Tagesgeschäften zurück, hielt sich meist in Wien auf und verzog 1799 endgültig  nach dort. 1803 erwarb er in St. Helena, nahe Baden bei Wien, einen großen Bauernhof und baute ihn zu seiner Sommervilla um. Er pachtete die in der Nähe gelegene Burgruine Rauhenstein, ließ sie teilweise instand setzen, legte Wege und Gärten an und machte die Anlage zu einem beliebten Ausflugsziel. Nachdem sein Adel offiziell von Wien anerkannt worden war, erwarb er 1789 das Rittergut Trnová südlich von Prag und eröffnete dort 1791 eine Ausbildungseinrichtung für landwirtschaftliches Aufsichtspersonal.
Besondere Bekanntheit hatte sich Schönfeld durch sein technologisches Museum und sein Adelsarchiv erworben. Die intensive Beschäftigung mit diesen beiden Sammlungen begründet den fast vollständigen Rückzug aus seinen übrigen Unternehmungen. 1811 hatte er seine Wiener Buchdrucker-Gerechtigkeit zurückgegeben. Sie wurde an Felix Stöckholzer von Hirschfeld übergeben. Ebenso verkaufte er seine Besitzungen in Trnová und Karolinenthal.
Johann Ferdinand Ritter von Schönfeld verstarb am 15. Oktober 1821 in Wien. Die Prager Druckerei und Papierfabrik übernahm sein Sohn Jakob, der die Druckerei 1835 an die Firma Gottlieb Haase und Söhne verkaufte und sich fortan auf die Papierherstellung beschränkte.

## Werke (Auswahl)
(Auswahl)
- Jahrbuch der Tonkunst von Wien und Prag. Prag 1796 (onb.ac.at – (Das für die Musikszene der beiden Städte bedeutende Werk wurde 1976 auf Initiative von Otto Biba im Musikverlag Katzbichler nachgedruckt)).
- Die alte Hilfe der Böhmen und Mährer, wodurch sie sich gewöhnlich die Leiden und den Schaden eines Krieges wieder zu ersetzen wußten. Prag 1808 (onb.ac.at).
- Materialien zur diplomatischen Geschichte des Adels im österreichischen Kaiserstaate. Band 1. Prag 1812 (google.de).
- Einteilung des diplomatischen Adels-Archivs, welches sich in dem v. Schönfeld'schen Museo zu Wien befindet. Fälschlicherweise unter Ignaz v. Schönfeld geführt! Wien 1812 (google.de).
- Erstes Alphabet der alten Familien-Dokumente, welche sich im Ritter v. Schönfeld'schen Wiener Adels-Archive befinden. Fälschlicherweise unter Ignaz v. Schönfeld geführt! Prag 1818 (Nachdruck: Trier 2005).
- Generalkatalog von den ersten 6000 Familiennamen, ihrer Wappen und Wappenschilde, welche der berühmte Archivar Joseph Klauser zu Prag aus allen majestätischen Wappenbriefen, Dokumenten und Wappenbüchern, Dedikationen, Grabmählern, Kirchen und Altären, dann von Glocken, Bethstühlen, Fenstern und Thüren durch mehr denn 30 Jahre lang gesammelt hat. Fälschlicherweise unter Joseph Klauser geführt! Prag 1818 (google.de).